# 池永太
池永 太（いけなが ふとし、1985年3月19日 - ）は、宮崎県出身の競艇選手。登録番号4364。身長169cm。血液型A型。97期。福岡支部所属。同期に柳生泰二、土屋智則、古川舞らがいる。

## 来歴
- やまと競艇学校時代、リーグ戦勝率6.60（準優出4　優出4　第6戦優勝）の成績を残した。
- 2005年11月3日、福岡競艇場でデビュー（5着）。
- 2006年3月2日、児島競艇場での一般競走2日目1Rで初勝利（50走目）。
- 2007年12月17日、三国競艇場での一般競走で初優出（2着）。
- 2010年1月19日、浜名湖競艇場での「G1共同通信社杯 第24回新鋭王座決定戦競走」にG1初出場。21日、3日目2RでG1初勝利[1]。
- 2010年9月6日、下関競艇場での「西スポ杯争奪戦」で初優勝（優出15回目）。
- 2015年9月15日、三国競艇場での開設62周年記念北陸艇王決選でG1初優勝。